# Жанузак (Восточно-Казахстанская область)
Жанузак (каз. Жанұзақ) — село в Уланском районе Восточно-Казахстанской области Казахстана. Входит в состав Егинсуского сельского округа. Код КАТО — 636249300.

## Население
В 1999 году население села составляло 419 человек (209 мужчин и 210 женщин). По данным переписи 2009 года, в селе проживало 314 человек (167 мужчин и 147 женщин).